# Naja
Naja är ett släkte av ormar som ingår i familjen giftsnokar.

## Utseende
Arterna blir medelstora till stora med en längd av 0,75 till 2,0 meter. I sällsynta fall förekommer upp till 3 meter långa exemplar. Den lösa huden vid arternas nacke bildar ett slags huva. Individerna öppnar huvan genom att sträcka ut de rörliga revbenen. Det förekommer när individen känner sig hotad eller på annat sätt upphetsad.

## Utbredning
De förekommer i Afrika samt i södra och sydöstra Asien. Habitatet varierar mellan öknar och skogar. Några släktmedlemmar hittas även på odlingsmark och nära människans samhällen. Fossila medlemmar av släktet hittades även i Europa.

## Ekologi
Födan utgörs av mindre ryggradsdjur som fiskar, ödlor, groddjur, fåglar och mindre däggdjur. Honor lägger ägg. Även större insekter kan ingå i födan.
Arterna är vanligen nattaktiva men några släktmedlemmar som egyptisk kobra (Naja haje) kan även vara dagaktiv.
Giftet produceras i körtlar som ligger nära ögonen. Det når huggtänderna och fortsätter beroende på art längs en ränna eller längs en långsträckt hålighet i tanden.  Giftet medför hos bytesdjuret förlamning, illamående och andningsbesvär.
Parningsleken utgörs av en sorts dans där honan och hannen lyfter huvudet och främre delen av bålen en bit över marken medan de rör sig fram- och bakåt. Under parningen pressar hannen sin kloaköppning mot honans kloaköppning. Antalet ägg per tillfälle varierar mellan 8 och 20. Hos några arter bevakar honan sina ägg till dem kläcks. De nykläckta ungarna är allmänt 25 cm långa.

## SläktetNajaoch människor
Giftet från dessa ormar kan orsaka allvarliga problem och i vissa fall även människans död. Vissa arter kan även spotta gift.
Olika kobror av släktet är vanlig hos ormtjusare, i både Indien, Egyptien och Västafrika. Det är främst personens rytmiska rörelser och inte musiken som förmår ormen att dansa. Släktets medlemmar saknar hörselbenen och är döva. De kan i viss mån uppfatta vibrationer över marken. När ormtjusaren öppnar korgens lock överraskas kobran av dagsljuset och den kommer fram.

## Arter
Arter enligt Catalogue of Life:
- Naja anchietae
- Naja annulifera
- Naja arabica
- Naja ashei
- Naja atra
- Naja haje
- Naja kaouthia
- Naja katiensis
- Naja mandalayensis
- Naja melanoleuca
- Naja mossambica
- Naja naja
- Naja nigricollis
- Naja nivea
- Naja nubiae
- Naja oxiana
- Naja pallida
- Naja philippinensis
- Naja sagittifera
- Naja samarensis
- Naja siamensis
- Naja sputatrix
- Naja sumatrana